# ألان سنايدر
ألان سنايدر (بالإنجليزية: Allan Snyder) هو مهندس وعالم وأستاذ جامعي أسترالي، ولد في 1942 في فيلادلفيا في الولايات المتحدة.